# Johann Baptist Metz
Johann Baptist Metz (Auerbach in der Oberpfalz, 5 de agosto de 1928 -  Münster, 2 de dezembro de 2019) foi um teólogo católico alemão, professor de Teologia Fundamental, professor emérito na Universidade de Münster, Alemanha. 
Aluno de Karl Rahner, desfiliou-se da teologia transcendental de Rahner, em troca de uma teologia fundamentada na prática. Metz está no centro de uma escola da teologia política que influenciou fortemente a Teologia da libertação. Ele é um dos teólogos alemães mais influentes no pós Concílio Vaticano II. Seus pensamentos giram ao redor de atenção fundamental ao sofrimento de outros. As chaves de sua teologia é memória, solidariedade, e narrativa.
Acreditava que a igreja deveria estar alinhada com as vítimas da história e dedicou seu trabalho à construção da solidariedade com os oprimidos. Nesse contexto, chamou os católicos alemães a refletir em aprender as lições do Holocausto, quando muitos resistiam. Defendeu uma nova teologia política, segundo a qual a Igreja deveria interpretar seu envolvimento político não como exercer poder sobre os outros, mas como seguir o exemplo de Jesus Cristo e, desse modo, ao tentar ajudar os necessitados. Se opôs à Carl Schmitt, um teórico político conservador alemão que se aliou aos nazistas e usou suas teorias sobre a autoridade absolutista para defender Hitler.
Foi um dos fundadores da Revista Concilium. Metz morreu no dia 2 de dezembro de 2019 aos 91 anos.

## Biografia
Filho de um comerciante, que faleceu quando tinha cerca de 12 anos de idade. Cresceu em um pequeno vilarejo me maioria católica no Alto Palatinado (Baviera).
Quando tinha apenas 16 anos, nos últimos meses da Segunda Guerra Mundial, foi forçado a deixar a escola e ingressar no Exército Alemão (Wehrmacht). Em um incidente marcante, ele foi enviado de sua unidade para entregar uma mensagem e ao voltar, encontrou todos os outros integrantes, rapazes de sua idade, mortos em decorrência de um ataque.
Capturado pelas tropas aliadas, foi enviado para um campo de prisioneiros de guerra na costa leste dos Estados Unidos, onde permaneceu por sete meses.
Depois de concluir o ensino médio em Amberg, começou, em 1948, a estudar teologia e filosofia em Bamberga e mudou-se para Innsbruck no ano seguinte, onde passou a pertencer a um círculo dos mais próximos do jesuíta Karl Rahner, que seria o seu professor mais importante.
Em 1952, apresentou uma dissertação sobre Martin Heidegger e o problema da metafísica no trabalho do jesuíta Emerich Coreth.
Em 1954, foi ordenado como sacerdote.
Em 1961, obteve um doutorado em teologia com uma tese sobre "Antropocentrismo cristão nos escritos de Tomás de Aquino".
Posteriormente, foi nomeado para ensinar teologia fundamental na Universidade de Münster, onde ensinaria até 1993.
A partir do início da década de 1960, tornou-se membro da Sociedade Paulina Internacional, à qual fora apresentado por Karl Rahner, onde se tornou um promotor ativo do diálogo entre cristãos e marxistas.
Na década de 1960, apoiou o movimento pacifista  movimento pela paz na década, inclusive particpando do Bensberger Kreis, fundado pelos católicos de esquerda: Eugen Kogon e Walter Dirks.
Em 1963, tornou-se professor de teologia fundamental na Universidade de Münster, onde se aposentaria em 1993, e iniciou uma amizade com Ernst Bloch, um filósofo de orientação marxista.
Em 1965, participou do processo de fundação da Revista Concilium, juntamente com os dominicanos Edward Schillebeeckx e Yves Congar; o jesuíta Karl Rahner; Hans Küng e Walter Kasper
Nos anos seguintes, fundiria a teologia teológico-antropocêntrica transcendental, desenvolvida por Karl Rahner, com obras de Ernst Bloch, Walter Benjamin, Theodor W. Adorno e Herbert Marcuse, para desenvolver uma nova teologia política.
Entre 1968 e 1973, foi consultor da Secretaria Papal para os Incrédulos.
Entre 1971 e 1975, foi assessor do Würzburg Sínodo de Wurtzburgo, um Sínodo dos bispos da Alemanha que tinha como objetivo planejar a transformação da Igreja Católica na Alemanha de acordo com as diretrizes aprovadas no Concílio Vaticano II. Nesse contexto, foi o autor principal do documento "Unsere Hoffnung" (Nossa Esperança) .
Entre 1993 e 1996, ensinou filosofia e religião como professor visitante na Universidade de Viena.
Seus escritos mais famosos, se destacam: “Pobreza de Espírito” (1968), uma reflexão sobre o que significa ser totalmente humano, e “Fé na História e na Sociedade: Rumo a uma Teologia Prática Fundamental” (1977), um resumo de seu pensamento político.

## Contribuição para a teologia
Suas ideias teológicas se caracterizavam por uma conexão consistente com a "virada antropológica" moldada Karl Rahner, que ele, influenciado pela teologia da libertação latino-americana, concebeu, juntamente com Jürgen Moltmann e Dorothee Sölle, uma "nova teologia política" que pretendia transformar a teologia em prática.
A teologia política era contrária à privatização da fé cristã (redução do seu escopo à relação pessoal com Deus e ao comportamento ético individual para com os outros). Metz entendia a religião em geral e o cristianismo em particular como inerentemente políticos.
Desenvolveu concepções teológicas comprometidas com as necessidades dos que sofrem. Trata-se de uma teologia influenciada pelo Holocausto.
| “ | A questão teológica após Auschwitz não é apenas 'Onde estava Deus em Auschwitz?' É também 'Onde estava a humanidade em Auschwitz? | ” |

Se dedicou a compreender a natureza do sofrimento, que ele via como a questão teológica primária.
Sua atenção à opressão no contexto europeu desenvolveu-se ao lado dos movimentos de teologia da libertação da América Latina, que concetravam sua atenção nos pobres e oprimidos. Também teve proximidade com os teólogos católicos afro-americanos nos Estados Unidos.
| “ | Nunca deixei de sentir o problema de Deus ressoando em mim em sua versão política – para a salvação daqueles que sofrem injustamente, dos derrotados da nossa história | ” |